# Catastrophe de Marcopper
 (mai 2015).
 (juin 2017).
Si vous disposez d'ouvrages ou d'articles de référence ou si vous connaissez des sites web de qualité traitant du thème abordé ici, merci de compléter l'article en donnant les références utiles à sa vérifiabilité et en les liant à la section « Notes et références ».
La catastrophe de Marcopper est, à la suite de la rupture de sa retenue, le déversement d'un bassin de décantation de la mine d'or de Marcopper sur un village ayant eu lieu le 24 mars 1996 situé dans l'île de Marinduque aux Philippines. À la suite de cet événement, la mine de Marcopper incluant les sites de Tapian et de San Antonio a fermée.